# Cyphomyrmex plaumanni
Cyphomyrmex plaumanni är en myrart som beskrevs av Kempf 1962. Cyphomyrmex plaumanni ingår i släktet Cyphomyrmex och familjen myror. Inga underarter finns listade i Catalogue of Life.